# Alain Bono
Alain Elvis Bono Mack Mboune (* 19. Dezember 1983 in Douala) ist ein ehemaliger kamerunischer Fußballspieler.

## Karriere
Der Kameruner begann seine Karriere in der Jugend bei Paris Saint-Germain, für dessen Profimannschaft er jedoch nie auflief und im Jahr 2001 zum italienischen Verein Ternana Calcio in die zweithöchste Spielklasse, die Serie B, wechselte. In seiner ersten Spielzeit bei Ternana erhielt er keine Einsätze und wurde für die Saison 2002/03 an US Alessandria Calcio in die vierthöchste Spielklasse, die Serie C2, verliehen. Dort bestritt er 26 Partien und konnte dabei mit konstanten Leistungen auf sich aufmerksam machen. Auch nach seiner Rückkehr zu Ternana konnte er sich noch nicht in die Mannschaft spielen, weshalb er im Januar 2004 an den Drittligisten Paternò Calcio ausgeliehen wurde, bei denen er sechs Ligapartien absolvierte.
Nach seiner Rückkehr zu Ternana erhielt er vermehrt Einsätze in der Serie B, musste jedoch nach der Spielzeit 2005/06 den Gang in die Drittklassigkeit antreten. Nach sieben Partien in der dritthöchsten Liga, verließ Bono den Verein und wechselte zu Teramo Calcio. Er spielte ein halbes Jahr bei Teramo und konnte dabei seinen ersten Torerfolg als Profi verbuchen. Im Sommer 2007 wechselte er zum polnischen Verein Widzew Łódź. Nach wenigen Monaten folgte mit dem Transfer zum Paris FC sein nächster Wechsel. Im Jahr 2010 wurde er vom kasachischen Verein FK Aqtöbe unter Vertrag genommen und gewann dort den nationalen Superpokal.
Nach eineinhalb Jahren lief sein Vertrag Ende Juni 2011 aus. Im September wurde er dann vom finnischen Erstligisten Kuopion PS verpflichtet, wo er aber nur bis Jahresende spielte und anschließend seine aktive Karriere beendete.

## Erfolge
- Kasachischer Superpokalsieger: 2010